# Mistrzostwa Polski w Snowboardzie 2022
Mistrzostwa Polski w snowboardzie 2022 odbyły się 5-6 marca w Czarnym Groniu (konkurencje freestyle), oraz 8-9 marca w Suchym (konkurencje alpejskie).

## Wyniki

### Kobiety

#### Slopestyle
| Pozycja | Zawodniczka      | Klub               | Przejazd 1 | Przejazd 2 | Najlepszy | Strata |
| ------- | ---------------- | ------------------ | ---------- | ---------- | --------- | ------ |
|         | Hanna Borowiak   | KS AZS AWF Wrocław | 142,00     | 160,50     | 160,50    | -      |
|         | Sára Zvadová     | Czechy             | 141,50     | 149,00     | 149,00    | 11,50  |
|         | Viktorie Zvadová | Czechy             | 98,00      | 101,50     | 101,50    | 59,00  |

#### Big Air
| Pozycja | Zawodniczka    | Klub               | Przejazd 1 | Przejazd 2 | Przejazd 3 | Łączny wynik | Strata |
| ------- | -------------- | ------------------ | ---------- | ---------- | ---------- | ------------ | ------ |
|         | Hanna Borowiak | KS AZS AWF Wrocław | 190,00     | 172,00     | 32,00      | 362,00       | -      |
|         | Iga Bartmańska | KS AZS AWF Wrocław | 209,00     | 60,00      | 100,00     | 309,00       | 53,00  |
|         | Sára Zvadová   | Czechy             | 200,00     | 33,00      | 105,00     | 305,00       | 57,00  |

#### Slalom gigant równoległy
| Pozycja | Zawodniczka             | Klub                  | Czas    |
| ------- | ----------------------- | --------------------- | ------- |
|         | Aleksandra Król         | KS F2 Dawidek Team.pl | 1:27,13 |
|         | Olimpia Kwiatkowska     | AZS Zakopane          | 1:28,76 |
|         | Weronika Biela-Nowaczyk | AZS Zakopane          | 1:26,80 |
| 4.      | Weronika Dawidek        | KS F2 Dawidek Team.pl | 1:27,36 |

#### Slalom równoległy
| Pozycja | Zawodniczka      | Klub                  | Czas  |
| ------- | ---------------- | --------------------- | ----- |
|         | Aleksandra Król  | KS F2 Dawidek Team.pl | 57,04 |
|         | Maria Chyc       | AZS Zakopane          | 58,88 |
|         | Zuzana Maděrová  | Czechy                | 57,99 |
| 4.      | Weronika Dawidek | KS F2 Dawidek Team.pl | 57,72 |

### Mężczyźni

#### Slopestyle
| Pozycja | Zawodnik           | Klub                           | Przejazd 1 | Przejazd 2 | Najlepszy | Strata |
| ------- | ------------------ | ------------------------------ | ---------- | ---------- | --------- | ------ |
|         | Jan Jaromin        | KS AZS AWF Katowice            | 129,50     | 165,00     | 165,00    | -      |
|         | Wiktor Kozarski    | Akademia Sportu Freestyle Park | 148,50     | 164,50     | 164,50    | 0,50   |
|         | Krzysztof Owczarek | Stowarzyszenie High 5          | 162,00     | 140,50     | 162,00    | 3,00   |

#### Big Air
| Pozycja | Zawodnik           | Klub                  | Przejazd 1 | Przejazd 2 | Przejazd 3 | Łączny wynik | Strata |
| ------- | ------------------ | --------------------- | ---------- | ---------- | ---------- | ------------ | ------ |
|         | Jan Jaromin        | KS AZS AWF Katowice   | 0,00       | 165,00     | 285,00     | 450,00       | -      |
|         | Krzysztof Owczarek | Stowarzyszenie High 5 | 227,00     | 180,00     | 0,00       | 407,00       | 43,00  |
|         | Oliver Šťastný     | Czechy                | 0,00       | 188,00     | 212,00     | 400,00       | 50,00  |

#### Slalom gigant równoległy
| Pozycja | Zawodnik          | Klub                    | Czas    |
| ------- | ----------------- | ----------------------- | ------- |
|         | Michał Nowaczyk   | AZS Zakopane            | 1:21,53 |
|         | Oskar Kwiatkowski | AZS Zakopane            | 1:19,81 |
|         | Cho Wan-hee       | Korea Południowa        | 1:21,94 |
| 4.      | Matej Bačo        | Ski Team Martinske Hole | 1:29,10 |

#### Slalom równoległy
| Pozycja | Zawodnik          | Klub                    | Czas  |
| ------- | ----------------- | ----------------------- | ----- |
|         | Oskar Kwiatkowski | AZS Zakopane            | 50,24 |
|         | Michał Nowaczyk   | AZS Zakopane            | 50,37 |
|         | Matej Bačo        | Ski Team Martinske Hole | 52,73 |
| 4.      | Hong Seung-Yeong  | Korea Południowa        | 51,45 |